# Haken (Boxen)

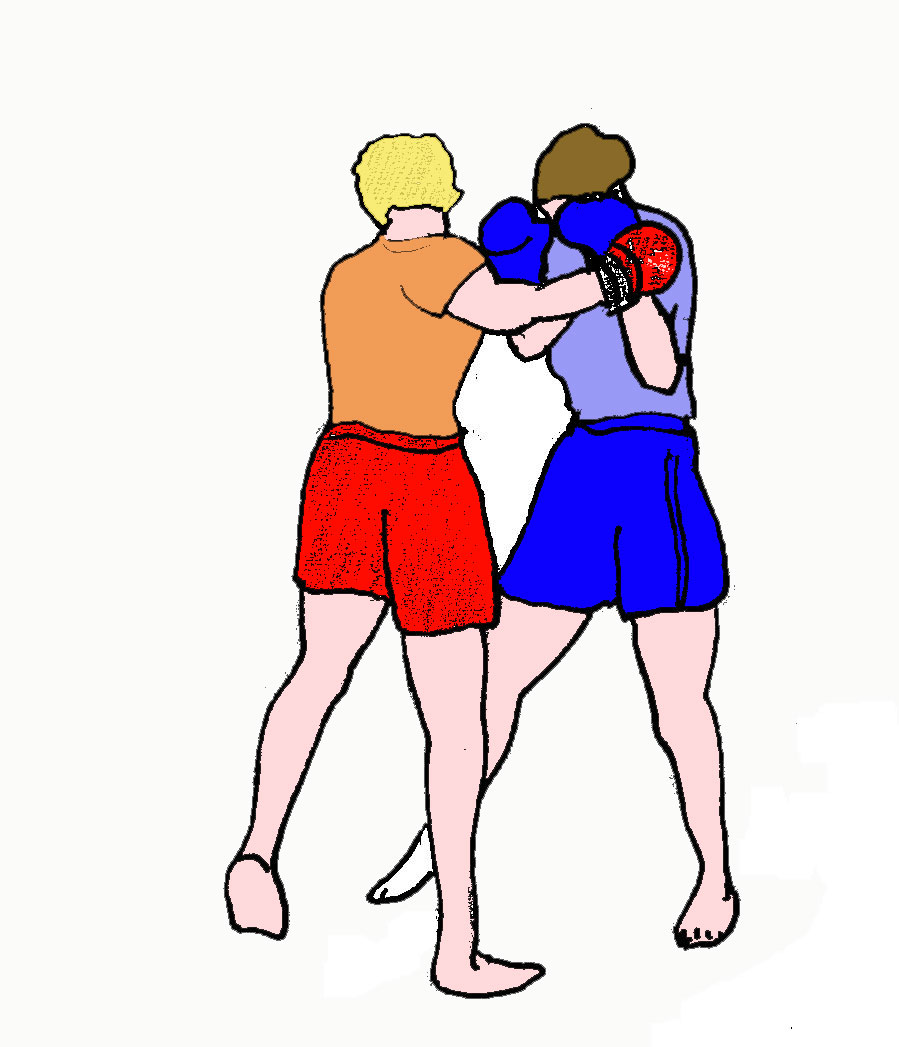
Haken(-Schlag)

Der Haken ist der Schlag, der beim Boxen in der Halbdistanz zu den häufigsten Schlägen gehört. Dabei wird der Arm aus der Deckung möglichst ansatzlos, mit einer leichten Oberkörperneigung zur Seite, gehoben. Nach dieser Ausholbewegung wird der Schlag ausgeführt.
Haken können mit der etwas schwächeren Führhand oder mit der Schlaghand gesetzt werden (linker oder rechter (Seitwärts-)Haken). Ist der Aufwärtshaken (Uppercut) gemeint, wird dieser explizit so bezeichnet. Ein Schwinger hingegen ist ein besonders langer Haken, der durch eine bogenförmige Bewegung (Schwingen) der Hand vorbereitet wird, was dessen Intensität erhöhen soll.

## Grundsätzliche Ausführung
Idealerweise soll dabei der Ellbogen auf Schulterhöhe gehalten werden und sein Gelenk einen Winkel von 110 Grad aufweisen, da so das gesamte Körpergewicht des Schlagenden hinter der „Lanze“ Unterarm sitzt. Die Schlagkraft kommt dabei weniger aus dem Arm oder der Schulter, sondern entsteht durch die Entwringung des Oberkörpers kombiniert mit der Streckung des Standbeins des Boxers.
Der Haken eignet sich vor allem als K.O.-Schlag, da er von der Seite kommt und somit an der Deckung des Gegners vorbei gelangen und die K.O.-Punkte Kinn und Schläfe treffen kann. Der Haken kann auch zum Körper geschlagen werden, wo er besonders effektiv bei Ausweichmanövern wie dem Unterpendeln eines gegnerischen Schlags ist und einem konternden Boxer erlaubt, dem Gegner die Luft für seinen Angriff zu nehmen (Schlag auf das Sonnengeflecht (Plexus solaris)) oder ihn sogar kampfunfähig zu machen (Leberhaken).
In der Langdistanz sind die Einsatzmöglichkeiten des Hakens begrenzt, er kommt allenfalls als „Schwinger“ zum Einsatz (hierbei wird zugunsten der Reichweite der 110-Grad-Winkel des Ellenbogens vergrößert) oder als eingesprungener Haken (der Boxer schlägt den Haken aus einer schnellen Vorwärtsbewegung, die dem Stemmschritt gleicht). Letzterer kann enorme Schlagkraft besitzen, ist jedoch auch leicht auszukontern.